# Kuwait Petroleum Corporation
Fondée le 27 janvier 1980, Kuwait Petroleum Corporation (KPC) est la société d’État responsable des intérêts au niveau mondial du Koweït dans le domaine du pétrole. Kuwait Petroleum Corporation intervient dans l’exploration, la production, le raffinage et le transport du pétrole et du gaz au Koweït.
Son siège social se situe à Safat au Koweït. 15e producteur mondial de pétrole et de gaz, KPC fait partie des plus grandes sociétés mondiales spécialisées dans le pétrole. Elle est notamment la maison-mère de la société Kuwait Petroleum International connue sous le nom Q8.

## Q8 en Europe
Les produits de la société ont été vendus dans certains pays sous le nom de la filiale Q8. En Europe, en 2016, Q8 dispose d'un réseau de plus de 4 400 stations-services dans six pays : l'Italie, le Danemark, la Belgique, les Pays-Bas, le Luxembourg et en Suède en tant que joint-venture OKQ8.
En Scandinavie, Q8 gère 186 stations-services, et 54 autres sous la marque F24 au Danemark. En Suède, une filiale de KPC, les stations d'essence de KPI-Q8 sont connus comme OKQ8 - le résultat d'une fusion entre Q8 et suédois "OK" et compte plus de 900 stations-services 
Dans le Benelux, Kuwait Petroleum a une raffinerie située à Europoort, Rotterdam et la compagnie gère plus de 140 stations de gaz aux Pays-Bas. Il y a 404 stations Q8 en Belgique. Une grande partie du marché belge de Q8 est le résultat de l'acquisition, en 1998, de bureaux belges de BP en 1998 et les stations Aral en 1999. Cependant, au fil des ans, Q8 a fermé de nombreuses stations dans les zones résidentielles.
Comme ses concurrents, Q8 dispose également d'un réseau de stations d'essence sans personnel appelé Easy Q8. En Belgique, Q8 a formé un partenariat de toutes sortes avec Delhaize Shop'n Go, une  épicerie qui vend essentiellement des produits prêts à l'emploi et des snacks. Cependant, il est toujours en mesure d'offrir une grande variété de services automobiles et sont souvent combinés avec une boulangerie Panos Corner.
Il n'y a pas plus de stations-essence Q8 au Royaume-Uni. Après avoir été racheté en 2004 par la joint-venture Refined Holdings, qui a été formé spécifiquement pour la vente. La marque Q8 a depuis disparu du Royaume-Uni.
En 2016, KPI commercialise environ 301 000 barils de produits par jour en Europe occidentale avec un 90 000 barils par jour supplémentaires vendus directement à partir de ses deux raffineries à travers plus de 4 000 stations de vente au détail.

## Historique
Le 11 décembre 2014 le magazine Bloomberg annonce que la compagnie pétrolière d'Etat Kuwait Petroleum Corporation a décidé de vendre son pétrole brut à 3,95 $ le baril au-dessous des références régionales ce qui devient le prix de vente le plus bas depuis décembre 2008 et obligeant ainsi les autres pays producteurs à baisser leurs prix .
En mai 2013, Nizar Mohammad Al Asani est nommé président-directeur général (chief executive officer) de la compagnie et il remplace M. Farouk Zanki à ce poste.

### Actualités 2016-2017
Le 14 mars 2016, Anas Al-Saleh, ministre des Finances du Koweït, annonce que le gouvernement désire privatiser certains projets appartenant à l'État, dont des installations de Kuwait Petroleum Corporation.
Fin mars 2016, KPC et BP (British Petroleum) annoncent avoir signé un partenariat pour explorer des opportunités conjointes d'investissement et de coopération dans le domaine du pétrole, du gaz, du commerce et de la pétrochimie.
En octobre 2016, la compagnie annonce employer plus 18 500 personnes et son P-DG est Mr. Nizar M. Al-Adasani.
En avril 2017, la direction de Kuwait Petroleum International annonce avoir signé un partenariat avec la compagnie pétrolière omanaise Oman Oil Company afin de développer  le complexe pétrochimique et la raffinerie de Duqm situés au sultanat d'Oman. Grâce à ce contrat , les dirigeants estiment que la raffinerie va atteindre une capacité de 230 000 barils par jour.

## Les différentes filiales de Kuwait Petroleum Corporation
Les différentes filiales de Kuwait Petroleum Corporation sont : 
- Kuwait Oil Company (KOC)
- Kuwait National Petroleum Company (KNPC)
- Petrochemicals Industries Company (PIC)
- Kuwait Oil Tanker Company (KOTC)
- Kuwait Aviation Fueling Company (KAFCO)
- Kuwait Foreign Petroleum Exploration Company (KUFPEC)
- Kuwait Petroleum International Limited (KPI - Q8)
- Santa Fe International Corporation (SFIC)
- Kuwait Gulf Oil Company (KGOC)
- Oil Sector Services Company
- K-Dow Petrochemicals

## Les différents sites internet officiels et adresse
- http://www.kpc.com.kw : site officiel de Kuwait Petroleum Corporation[16]
- http://www.q8.com/ : site internet de Q8
- Son siège social : Kuwait Petroleum Corporation Building Gulf Road PO Box 26565 Safat 13126 Kuwait [17]